# Monster Hunter Stories
 Monster Hunter Stories (モンスターハンター ストーリーズ) est un jeu vidéo de rôle développé par Marvelous et édité par  Capcom, sorti en 2016 sur Nintendo 3DS.
Une suite intitulée Monster Hunter Stories 2: Wings of Ruin est sortie en 2021.

## Système de jeu
Monster Hunter Stories propose une structure de jeu complètement nouvelle par rapport aux titres précédents de la série. Le joueur assume le rôle d'un Rider qui se lie d'amitié avec des monstres en volant des œufs et en les faisant éclore. Le joueur a alors la possibilité de nommer ses compagnons monstres, de les chevaucher et de les faire combattre.
Contrairement à la plupart des jeux de la franchise, Monster Hunter Stories propose un système de combat au tour par tour plus traditionnel. Au-delà de l'histoire principale, le joueur peut s'engager dans des quêtes secondaires qui fournissent des récompenses sous forme d'objets ou d'expérience lorsqu'elles sont complétées.
Dans ce jeu, le joueur n'a le choix que parmi quatre armes issues de la série principale : la grande épée, l'épée et le bouclier, le marteau et la corne de chasse. Le joueur a accès à différentes compétences en fonction de l'arme et de l'équipement qu'il utilise, et il peut également utiliser des objets au combat.
Le jeu propose des batailles multijoueurs via une connexion locale ou Internet. La version Nintendo 3DS est également compatible avec les figurines Amiibo ; les Amiibos de la ligne Monster Hunter Stories débloquent des monstres originaux et spéciaux, entre autres bonus.

## Accueil
- Jeuxvideo.com : 15/20[3]